# T Tauri
T Tauri là một sao biến quang trong chòm sao Kim Ngưu, nguyên mẫu của các sao T Tauri. Ngôi sao này được phát hiện vào tháng 10 năm 1852 bởi John Russell Hind. Nhìn từ Trái Đất, T Tauri xuất hiện trong cụm Hyades, không xa ε Tauri; nhưng nó thực ra cách 420 năm ánh sáng phía sau cụm Hyades và không được hình thành cùng với phần còn lại của chúng. Tinh vân mờ nhạt xung quanh T Tauri là một đối tượng Herbig–Haro được gọi là Burnham's Nebula hoặc HH 255.
Giống như tất cả các ngôi sao T Tauri, ngôi sao này rất trẻ, chỉ mới một triệu năm tuổi. Khoảng cách của ngôi sao này tới Trái Đất là khoảng 460 năm ánh sáng và cấp sao biểu kiến của nó thay đổi không thể dự đoán trước từ khoảng 9,3 đến 14.
Hệ T Tauri bao gồm ít nhất ba ngôi sao, chỉ một trong số đó có thể nhìn thấy ở bước sóng quang; hai ngôi sao còn lại phát ra tia hồng ngoại và một trong số chúng cũng phát ra sóng vô tuyến. Thông qua quan sát từ đài phát thanh VLA, người ta thấy rằng ngôi sao trẻ (chính là "ngôi sao T Tauri") đã thay đổi quỹ đạo sau một sự gặp gỡ với một trong những người bạn đồng hành của mình và có thể đã bị đẩy ra khỏi hệ.

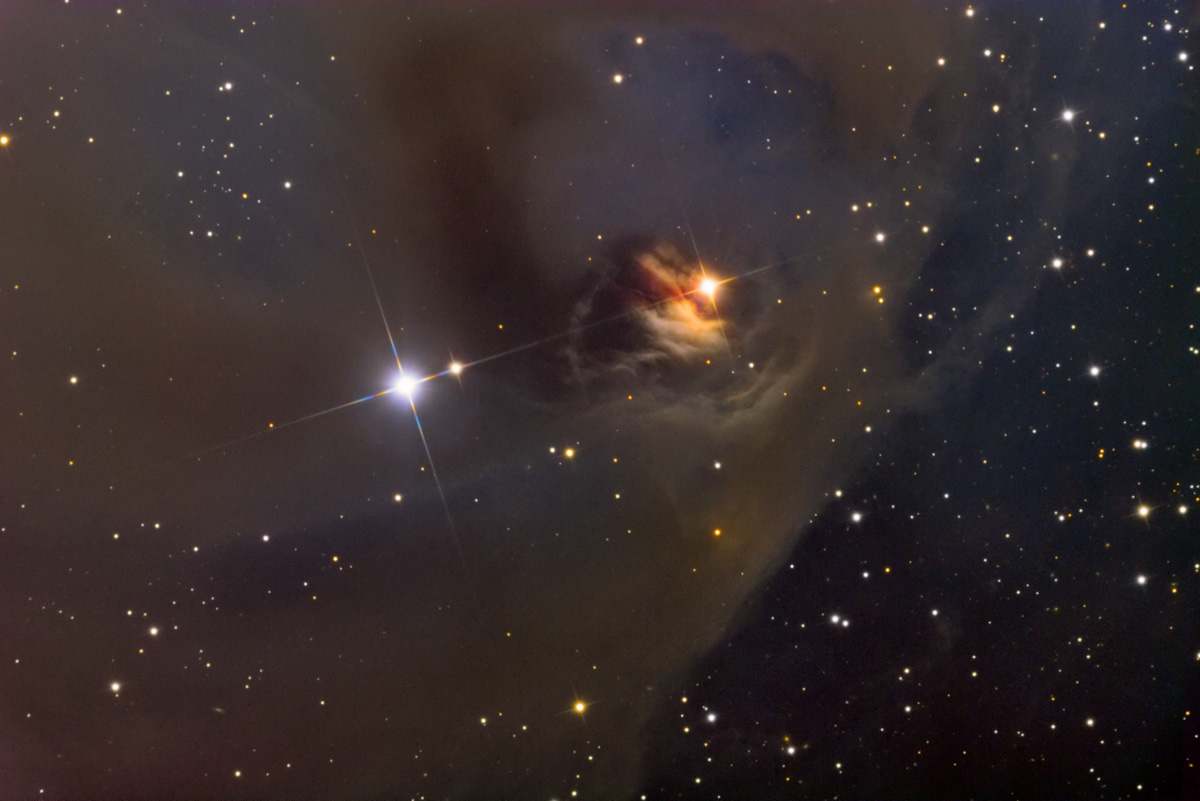
Một hình ảnh trường rộng cho thấy tinh vân phản chiếu và những đám mây bụi.

Tinh vân ở phía tây là NGC 1555, hay còn được gọi là Tinh vân Hind hoặc Tinh vân biến quang của Hind. Tinh vân này được chiếu sáng bởi T Tauri, và do đó cũng thay đổi độ sáng. Tinh vân NGC 1554 cũng được liên kết với T Tauri và được quan sát vào năm 1868 bởi Otto Wilhelm von Struve, nhưng sớm biến mất hoặc có lẽ chưa từng tồn tại và được gọi là "Tinh vân bị mất của Struve".
Gió T Tauri, được đặt tên như vậy bởi vì ngôi sao trẻ này hiện đang ở giai đoạn phát triển sao giữa sự bồi tụ vật chất từ vật liệu quay chậm của tinh vân Mặt Trời và sự đánh lửa của hydro đã kết tụ vào nguyên mẫu. Tiền sao là phần dày đặc hơn của lõi đám mây, thường có khối lượng khoảng 104 khối lượng Mặt Trời dưới dạng khí và bụi, sụp đổ dưới trọng lượng / trọng lực của chính nó và tiếp tục thu hút vật chất.